# 귀네스 팰트로
귀네스 케이트 팰트로(영어: Gwyneth Kate Paltrow, 1972년 9월 27일 ~ )는 미국의 배우, 가수이다.

## 출연 작품

### 영화
- 《정열의 샤우트》 : 단역 (1991년)
- 《후크》 : 단역 (1991년)
- 《맬리스》 : 단역 (1993년)
- 《악몽》 : (1993년)
- 《비정의 살인》 : (1993년)
- 《세븐》 : 트레이시 밀스 역 (1995년)
- 《문라이트 앤 발렌티노》 : (1995년)
- 《대통령의 연인들》 : (1995년)
- 《엠마》 : 엠마 우드하우스 역 (1996년)
- 《리노의 도박사》 : 클레멘타인 역 (1996년)
- 《졸업》 : (1996년)
- 《위대한 유산》 : 에스텔라 역 (1998년)
- 《슬라이딩 도어즈》 : 헨렌 퀼리 역 (1998년)
- 《퍼펙트 머더》 : (1998년)
- 《셰익스피어 인 러브》 : 바이올라 드 레셉스 역 (1998년)
- 《블러드 라인》 : (1998년)
- 《리플리》 : 마지 셔우드 역 (1999년)
- 《바운스》 : (2000년)
- 《듀엣》 : (2000년)
- 《내겐 너무 가벼운 그녀》 : 로즈메리 샤나한 역 (2001년)
- 《결혼 기념일에 생긴 일》 : (2001년)
- 《로얄 테넌바움》 : 마곳 테넌바움 역 (2001년)
- 《오스틴 파워: 골드멤버》 : 딕시 노머스 (2002년; 카메오)
- 《포제션》 : (2002년)
- 《데브라 윙거를 찾아서》 : 본인 역 (2002년)
- 《뷰 프럼 더 탑》 : (2003년)
- 《실비아》 : 실비아 플라스 (2003년)
- 《월드 오브 투모로우》 : 폴리 퍼킨스 역 (2004년)
- 《프루프》 : 캐서린 역 (2005년)
- 《인퍼머스》 : (2006년)
- 《가위 들고 뛰기》 : 홉 핀치 역 (2006년)
- 《굿 나잇》 : (2006년)
- 《러브 앤 트러블》 : 헐리우드 잭스 역 (2006년)
- 《아이언맨》 : 버지니아 페퍼 포츠 역 (2008년)
- 《투 러버스》 : (2008년)
- 《발렌티노: 마지막 황제》 : 본인 역 (2008년)
- 《컨트리 스트롱》 : (2010년)
- 《아이언맨 2》 : 버지니아 페퍼 포츠 역 (2010년)
- 《컨테이젼》 : 베쓰 엠호프 역 (2011년)
- 《어벤져스》 : 버지니아 페퍼 포츠 역 (2012년)
- 《땡스 포 쉐어링》 : 포이베 역 (2012년)
- 《아이언 맨3》 : 버지니아 페퍼 포츠 역 (2013년)
- 《스파이더맨: 홈커밍》 : 버지니아 페퍼 포츠 역 (2017년)
- 《어벤져스: 엔드게임》 : 버지니아 페퍼 포츠/레스큐 역 (2019년)
- 《마티 슈프림》 (미정)

### 텔레비전 드라마
- 《글리》 : (2009년)

## 음반

### 싱글
- 2000년 〈Cruisin〉 (with 휴이 루이스) : 영화 《듀엣》 OST
- 2000년 〈Bette Davis Eyes〉 : 영화 《듀엣》 OST
- 2010년 〈Country Strong〉 : 영화 《컨트리 스트롱》 OST
- 2011년 〈Me and Tennessee〉 (with 팀 맥그로) : 영화 《컨트리 스트롱》 OST

### 참여 싱글
- 2010년 〈Forget You〉 (with 글리 출연진)
- 2010년 〈Nowadays / Hot Honey Rag〉 (with 글리 출연진)
- 2010년 〈Singing in the Rain / Umbrella〉 (with 글리 출연진)
- 2011년 〈Do You Wanna Touch Me (Oh Yeah)〉 (with 글리 출연진)
- 2011년 〈Kiss〉 (with 글리 출연진)
- 2011년 〈Landslide〉 (with 글리 출연진)
- 2011년 〈Turning Tables〉 (with 글리 출연진)

## 수상 경력
- 1996년 새틀라이트상 뮤지컬/코미디부문 여우주연상 (엠마)
- 1998년 플로리다 영화 비평가 협회 여우주연상 (셰익스피어 인 러브)
- 1998년 샌디에이고 영화 비평가 협회 여우주연상 (셰익스피어 인 러브)
- 1998년 러시안 영화 비평가 협회 여우주연상 (셰익스피어 인 러브)
- 1999년 엠파이어상 여우주연상 (셰익스피어 인 러브)
- 1999년 골든글로브상 뮤지컬/코미디부문 여우주연상 (셰익스피어 인 러브)
- 1999년 캔자스시티 영화 비평가 협회 여우주연상 (셰익스피어 인 러브)
- 1999년 라스베이거스 영화 비평가 협회 여우주연상 (셰익스피어 인 러브)
- 1999년 제71회 아카데미상 여우주연상 (셰익스피어 인 러브)
- 1999년 MTV 무비 어워드 최고의 키스상 (셰익스피어 인 러브)
- 1999년 미국배우조합상(SAG) 영화부문 최우수 여자연기상 (셰익스피어 인 러브)
- 1999년 미국배우조합상(SAG) 영화부문 최우수 캐스트상 (셰익스피어 인 러브)
- 2000년 블록버스터 엔터테인먼트 어워드 가장 좋아하는 여자배우상 - 드라마/로맨스부문 (바운스)
- 2010년 에미상 코미디시리즈 게스트 여자배우부문 (글리)